# Вилхелм I фон Лимбург-Щирум
Вилхелм I фон Лимбург-Щирум (на немски: Wilhelm I von Limburg in Stirum; * ок. 1420; † 28 февруари 1459 или между 2 май 1500 и 13 ноември 1501, fl 1422/1498) е граф на Лимбург и чрез наследство господар на Щирум.

## Произход
Той е първият син на граф Еберхард фон Лимбург-Щирум († 1424/1426) и съпругата му Понцета фон Нойенар-Дик-Зафенберг (* 1406; † сл. 1450), дъщеря на Йохан III фон Зафенберг-Нойенар († сл. 1397) и Катарина фон Нойенар († сл. 1393).

## Фамилия
Вилхелм I се жени между 4 март и 21 март 1448 г. за графиня Агнес фон Лимбург (* ок. 1420; † между 23 април 1478 и 15 юни 1484, ок. 1493), дъщеря на Дитрих V фон Лимбург-Бройч († 1443/1144) и Хенрика фон Виш († 1459). Те имат четири деца:
- Адолф (* пр. 1476; † 20 октомври 1506), граф на Лимбург в Щирум, женен на 9 юни 1487 г. за Елизабет фон Райхенщайн († 30 април 1529)
- Анна (* пр. 1483; † сл. 1507), абатиса на Вилих и Боргхорст
- Понцета (* пр. 1483; † 1524), абатиса на Херфорд (1494 – 1524)
- София (* пр. 1483; † сл. 1493/1515), манастирска дама в Гересхайм (1483, 1497) и 1494 г. канонеса в Херфорд, омъжена 1497 г. за Райнер фон Щрюнкеде († 1535)